# Beaucourt-en-Santerre
Beaucourt-en-Santerre é uma comuna francesa na região administrativa de Altos da França, no departamento de Somme. Estende-se por uma área de 5,95 km². Em 2010 a comuna tinha 174 habitantes (densidade: 29,2 hab./km²).